# Greenmaniella
Greenmaniella é um género botânico pertencente à família Asteraceae.